# 藤野駅
藤野駅（ふじのえき）は、神奈川県相模原市緑区小渕にある、東日本旅客鉄道（JR東日本）中央本線の駅である。駅番号はJC 26。相模原市の駅としては最も西に位置する。

## 歴史
- 1943年（昭和18年）7月15日：国有鉄道の駅として開業[1]。旅客営業のみ[2]。
- 1970年（昭和45年）10月1日：手荷物および小荷物の扱いを廃止[2]。業務委託駅となる[4]。
- 1987年（昭和62年）4月1日：国鉄分割民営化により、東日本旅客鉄道の駅となる[2][5]。
- 1998年（平成10年）3月17日：自動改札機を設置し、供用を開始[6]。
- 2001年（平成13年）11月18日：ICカード「Suica」の利用が可能となる。
- 2006年（平成18年）3月14日：「みどりの窓口」を廃止し、「もしもし券売機Kaeruくん」を設置[7]。
- 2007年（平成19年）3月11日：藤野町が相模原市に編入。
- 2012年（平成24年）
  - 2月1日：駅舎改築工事に着手[8]。
  - 2月13日：もしもし券売機Kaeruくんが営業終了[要出典]。
  - 8月5日：新駅舎の使用を開始[9]。
- 2019年（平成31年）4月1日：相模湖駅の業務委託化に伴い、当駅の管理駅が相模湖駅から高尾駅に変更。
- 2025年（令和7年）2月6日 : 自動改札機が撤去され、簡易Suica改札機に変更。

## 駅構造
島式ホーム1面2線を有する地上駅である。ホーム用地幅が狭いため、上下線が互い違いに配置されている（上りホームが東京寄り、下りホームが甲府寄り）。ホームの南側に駅舎が置かれ、ホームとの間は跨線橋で連絡しており、それに付設する形でエレベーターが2基設置されている。ホームと駅舎はともに地平より高い位置にあるため、駅前広場と駅舎との間に階段が設置されている。有効長については当初10両編成分であったが、中央線快速電車に2階建てグリーン車2両連結した12両編成に対応するため、2024年（令和6年）10月12日までにホーム有効長の12両編成対応工事を完了し、翌日10月13日より快速電車における12両編成の運転が開始されている。
JR東日本ステーションサービスが業務を行う業務委託駅で、八王子統括センター（高尾駅）が当駅を管理している。自動券売機と簡易Suica改札機が設置されている。
1940年（昭和15年）に建築された木造平屋建ての駅舎が供用されてきたが、築70年を超えたことと、旅客増加などに合わせた増改築により動線なども複雑化していたことから、駅舎を建て替えることとなった。2012年（平成24年）2月1日に駅舎改築工事が着工され、同年8月5日より新駅舎の供用を開始した。

### のりば
| 番線 | 路線     | 方向 | 行先                         |
| ---- | -------- | ---- | ---------------------------- |
| 1    | 中央本線 | 下り | 大月・塩山・甲府方面         |
| 2    | 中央本線 | 上り | 八王子・立川・新宿・東京方面 |

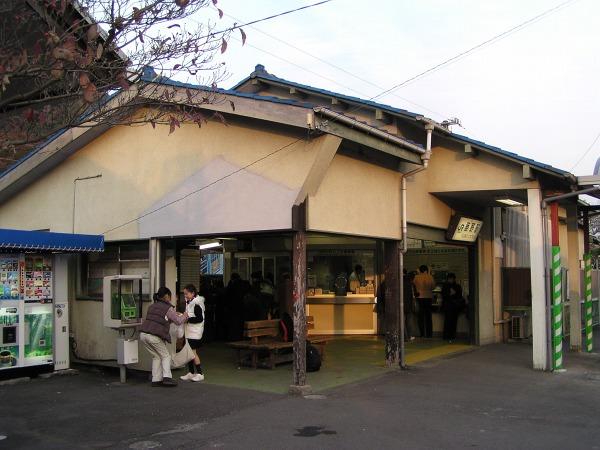
旧駅舎（2005年11月）
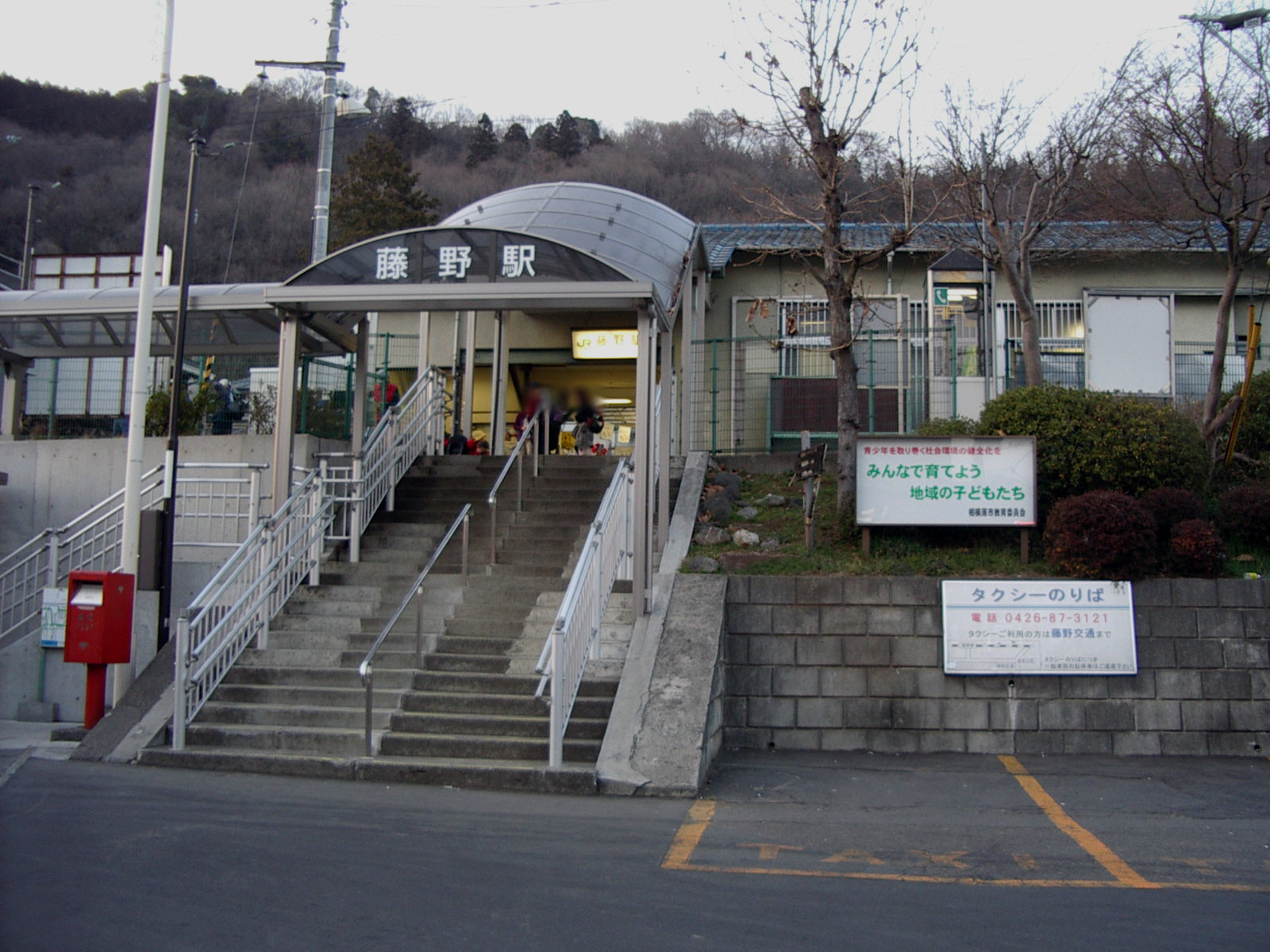
駅前広場から旧駅舎を見る（2007年3月）
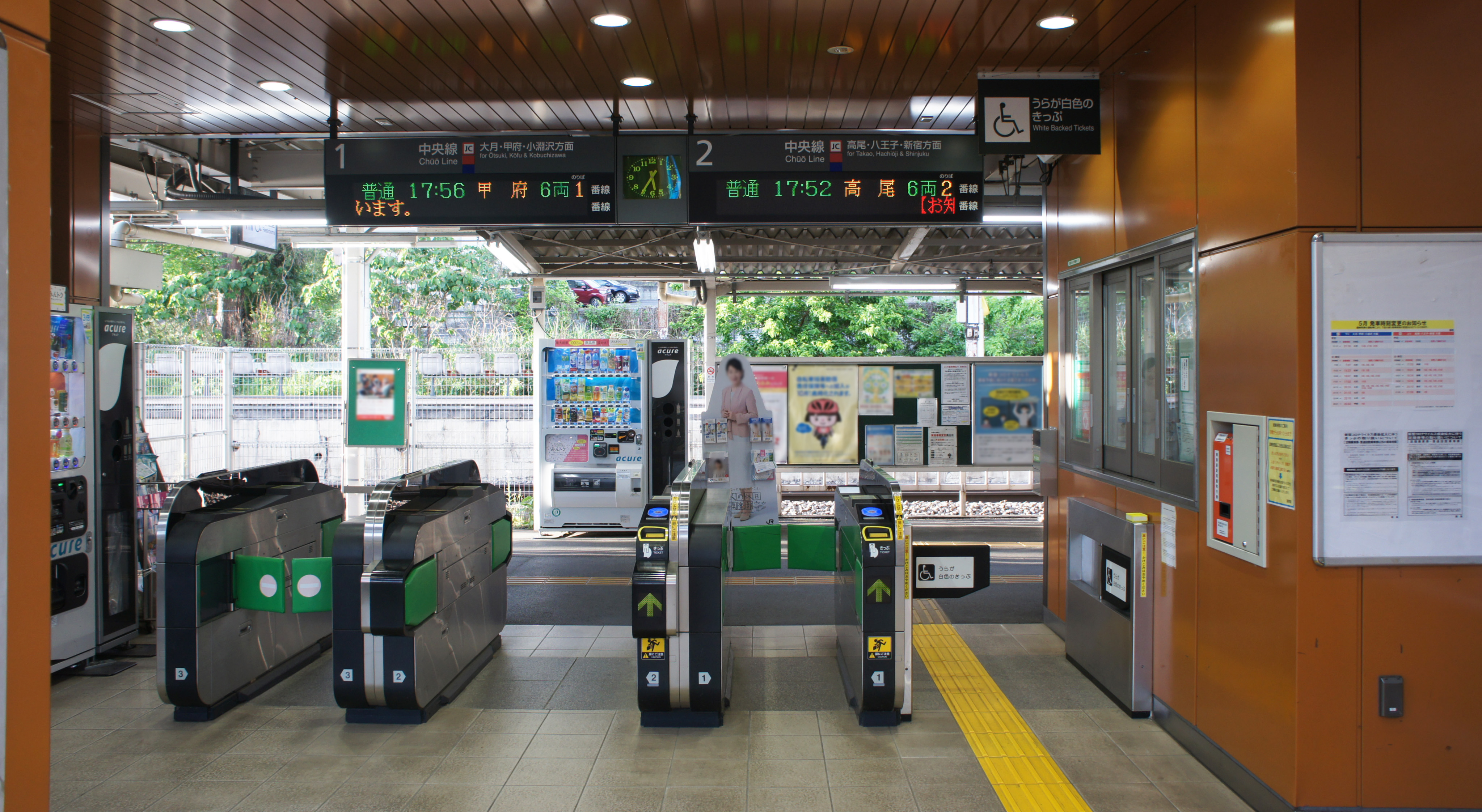
改札口（2021年5月）
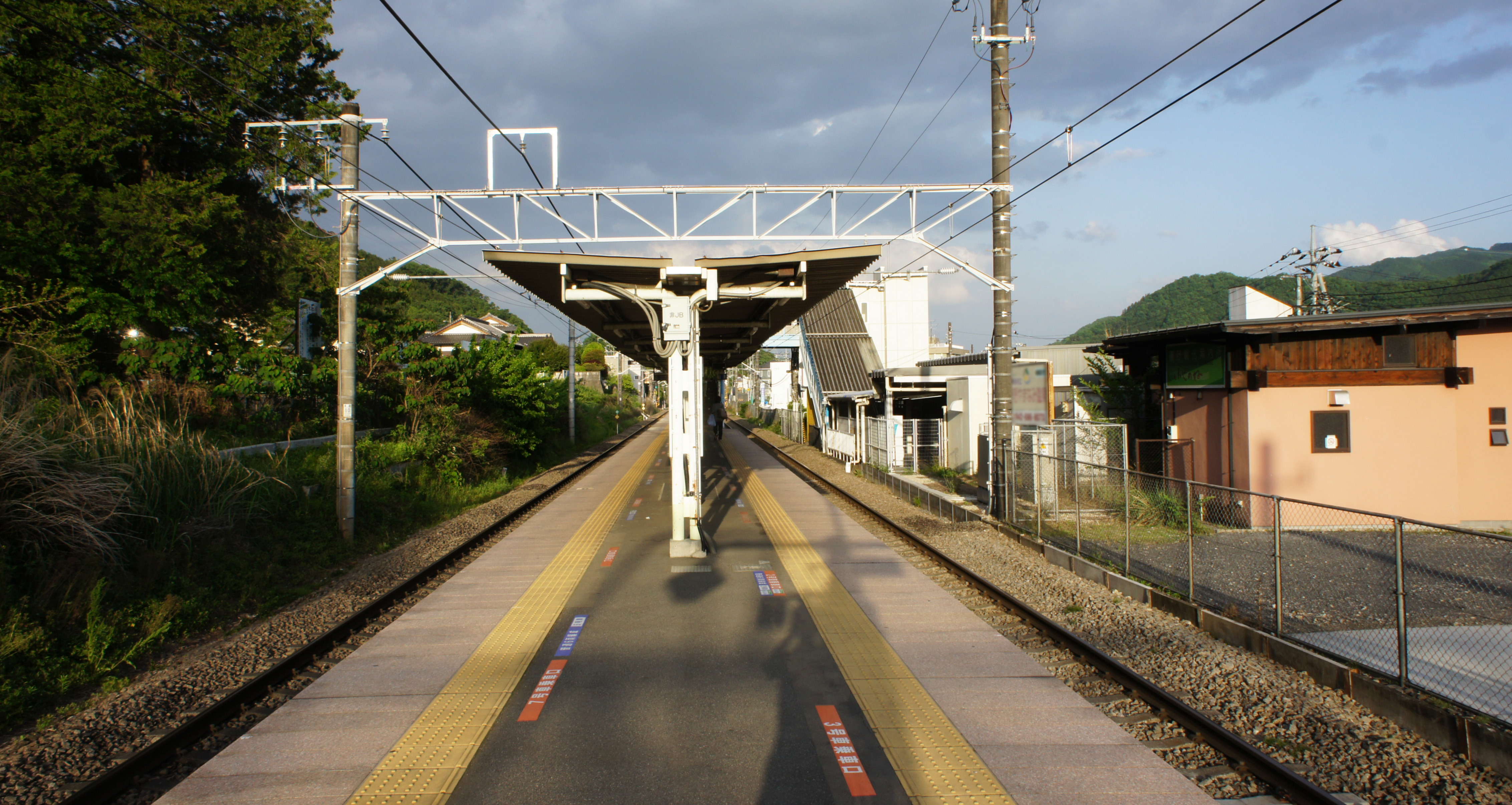
ホーム（2021年5月）

## 利用状況
JR東日本によると、2023年度（令和5年度）の1日平均乗車人員は1,759人である。
2000年度（平成12年度）以降の推移は以下のとおりである。
| 1日平均乗車人員推移 | 1日平均乗車人員推移 | 1日平均乗車人員推移 | 1日平均乗車人員推移 | 1日平均乗車人員推移 | 1日平均乗車人員推移 |
| 年度                | 定期外              | 定期                | 合計                | 出典                | 出典                |
| 年度                | 定期外              | 定期                | 合計                | JR                  | 神奈川県            |
| ------------------- | ------------------- | ------------------- | ------------------- | ------------------- | ------------------- |
| 1995年（平成07年）  |                     |                     | 3,005               |                     | [ 県 1 ]            |
| 1998年（平成10年）  |                     |                     | 3,092               |                     | [ 県 2 ]            |
| 1999年（平成11年）  |                     |                     | 3,018               |                     | [ 県 3 ]            |
| 2000年（平成12年）  |                     |                     | 2,969               | [ JR 2 ]            | [ 県 3 ]            |
| 2001年（平成13年）  |                     |                     | 2,944               | [ JR 3 ]            | [ 県 4 ]            |
| 2002年（平成14年）  |                     |                     | 2,983               | [ JR 4 ]            | [ 県 5 ]            |
| 2003年（平成15年）  |                     |                     | 2,949               | [ JR 5 ]            | [ 県 6 ]            |
| 2004年（平成16年）  |                     |                     | 2,937               | [ JR 6 ]            | [ 県 7 ]            |
| 2005年（平成17年）  |                     |                     | 3,007               | [ JR 7 ]            | [ 県 8 ]            |
| 2006年（平成18年）  |                     |                     | 2,978               | [ JR 8 ]            | [ 県 9 ]            |
| 2007年（平成19年）  |                     |                     | 2,991               | [ JR 9 ]            | [ 県 10 ]           |
| 2008年（平成20年）  |                     |                     | 2,946               | [ JR 10 ]           | [ 県 11 ]           |
| 2009年（平成21年）  |                     |                     | 2,871               | [ JR 11 ]           | [ 県 12 ]           |
| 2010年（平成22年）  |                     |                     | 2,775               | [ JR 12 ]           | [ 県 13 ]           |
| 2011年（平成23年）  |                     |                     | 2,691               | [ JR 13 ]           | [ 県 14 ]           |
| 2012年（平成24年）  | 819                 | 1,836               | 2,655               | [ JR 14 ]           | [ 県 15 ]           |
| 2013年（平成25年）  | 809                 | 1,867               | 2,676               | [ JR 15 ]           | [ 県 16 ]           |
| 2014年（平成26年）  | 827                 | 1,746               | 2,573               | [ JR 16 ]           | [ 県 17 ]           |
| 2015年（平成27年）  | 808                 | 1,729               | 2,538               | [ JR 17 ]           | [ 県 18 ]           |
| 2016年（平成28年）  | 777                 | 1,643               | 2,421               | [ JR 18 ]           | [ 県 19 ]           |
| 2017年（平成29年）  | 749                 | 1,589               | 2,339               | [ JR 19 ]           | [ 県 20 ]           |
| 2018年（平成30年）  | 746                 | 1,518               | 2,265               | [ JR 20 ]           | [ 県 21 ]           |
| 2019年（令和元年）  | 675                 | 1,476               | 2,151               | [ JR 21 ]           | [ 県 22 ]           |
| 2020年（令和02年）  | 441                 | 1,151               | 1,592               | [ JR 22 ]           | [ 県 23 ]           |
| 2021年（令和03年）  | 523                 | 1,181               | 1,704               | [ JR 23 ]           | [ 県 24 ]           |
| 2022年（令和04年）  | 574                 | 1,240               | 1,815               | [ JR 24 ]           | [ 県 25 ]           |
| 2023年（令和05年）  | 601                 | 1,158               | 1,759               | [ JR 1 ]            | [ 県 26 ]           |

## 駅周辺
- 相模原市役所 藤野総合事務所（旧・藤野町役場）
- 藤野観光協会 藤野観光案内所 ふじのね（駅舎に隣接）
- JA神奈川つくい 藤野支店
- 相模原市立藤野診療所
- 相模湖
- 国道20号
- 中央自動車道 相模湖インターチェンジ
- 神奈川県立芸術の家
- シュタイナー学園初等部・中等部・高等部（初等部・中等部はバス利用、高等部は徒歩）
- 相模原市立藤野中学校
- 陣馬山

## バス路線
駅前のロータリーにある「藤野駅」停留所に以下の路線が乗り入れ、神奈川中央交通（津久井営業所）、富士急バス（上野原営業所）により運行されている。
- 神奈川中央交通
  - 野05：奥牧野行き
  - 野11：やまなみ温泉行き
  - 野12：奥牧野行き
  - 野08：和田行き
  - 湖23：相模湖駅行き
- 富士急バス
  - 名倉循環

## 隣の駅
東日本旅客鉄道（JR東日本）
 中央本線
■通勤特快（上りのみ）・■中央特快・■通勤快速（下りのみ）・■快速・■普通
相模湖駅 (JC 25)  - 藤野駅 (JC 26) - 上野原駅 (JC 27)

### 記事本文
1. 1 2 3 4 5 6  『週刊 JR全駅・全車両基地』 46号 甲府駅・奥多摩駅・勝沼ぶどう郷駅ほか79駅、朝日新聞出版〈週刊朝日百科〉、2013年7月7日、19頁。
2. 1 2 3 4  石野哲 編『停車場変遷大事典 国鉄・JR編 II』（初版）JTB、1998年10月1日、180頁。ISBN 978-4-533-02980-6。
3. 1 2  事業エリアマップ - JR東日本ステーションサービス.2021年9月14日閲覧
4. ↑  「廃止3、無人化10駅」『交通新聞』交通協力会、1970年3月1日、1面。
5. ↑  曽根悟（監修）（著）、朝日新聞出版分冊百科編集部（編集）（編）「中央本線」『週刊 歴史でめぐる鉄道全路線 国鉄・JR』第5号、朝日新聞出版、2009年8月9日、27頁。
6. ↑  「JR年表」『JR気動車客車編成表 '98年版』ジェー・アール・アール、1998年7月1日、183頁。ISBN 4-88283-119-8。
7. ↑  「みどりの窓口リストラ」『朝日新聞』（夕刊）、朝日新聞社、2006年7月11日、23面。
8. ↑  『中央線 藤野駅が生まれ変わります』（PDF）（プレスリリース）東日本旅客鉄道八王子支社、2012年2月23日。オリジナルの2019年11月29日時点におけるアーカイブ。2012年12月31日閲覧。
9. 1 2  『中央線 藤野駅に新しい駅舎が誕生します!』（PDF）（プレスリリース）東日本旅客鉄道八王子支社、2012年8月3日。オリジナルの2019年12月1日時点におけるアーカイブ。2012年12月31日閲覧。
10. ↑  「中央線快速・青梅線でグリーン車サービスを開始します ～快適な移動空間の提供を通じ、輸送サービスの質的変革を目指します～ (PDF)」（プレスリリース）、東日本旅客鉄道、2024年9月10日。2025年6月16日閲覧。
11. ↑  中央線藤野駅駅舎新築、鉄道建築ニュース2012年11月号、Page46
12. 1 2  「JR東日本：駅構内図・バリアフリー情報（藤野駅）」東日本旅客鉄道。2025年6月16日閲覧。

### 利用状況

#### JR東日本
1. 1 2  「各駅の乗車人員 2023年度 101位以下（5）| 企業サイト：JR東日本」東日本旅客鉄道。2025年6月16日閲覧。
2. ↑  「JR東日本：各駅の乗車人員（2000年度）」東日本旅客鉄道。2025年6月16日閲覧。
3. ↑  「JR東日本：各駅の乗車人員（2001年度）」東日本旅客鉄道。2025年6月16日閲覧。
4. ↑  「JR東日本：各駅の乗車人員（2002年度）」東日本旅客鉄道。2025年6月16日閲覧。
5. ↑  「JR東日本：各駅の乗車人員（2003年度）」東日本旅客鉄道。2025年6月16日閲覧。
6. ↑  「JR東日本：各駅の乗車人員（2004年度）」東日本旅客鉄道。2025年6月16日閲覧。
7. ↑  「JR東日本：各駅の乗車人員（2005年度）」東日本旅客鉄道。2025年6月16日閲覧。
8. ↑  「JR東日本：各駅の乗車人員（2006年度）」東日本旅客鉄道。2025年6月16日閲覧。
9. ↑  「JR東日本：各駅の乗車人員（2007年度）」東日本旅客鉄道。2025年6月16日閲覧。
10. ↑  「JR東日本：各駅の乗車人員（2008年度）」東日本旅客鉄道。2025年6月16日閲覧。
11. ↑  「JR東日本：各駅の乗車人員（2009年度）」東日本旅客鉄道。2025年6月16日閲覧。
12. ↑  「JR東日本：各駅の乗車人員（2010年度）」東日本旅客鉄道。2025年6月16日閲覧。
13. ↑  「JR東日本：各駅の乗車人員（2011年度）」東日本旅客鉄道。2025年6月16日閲覧。
14. ↑  「各駅の乗車人員（2012年度）」東日本旅客鉄道。2025年6月16日閲覧。
15. ↑  「各駅の乗車人員 2013年度 ベスト100以外（4）：JR東日本」東日本旅客鉄道。2025年6月16日閲覧。
16. ↑  「各駅の乗車人員 2014年度 ベスト100以外（4）：JR東日本」東日本旅客鉄道。2025年6月16日閲覧。
17. ↑  「各駅の乗車人員 2015年度 ベスト100以外（4）：JR東日本」東日本旅客鉄道。2025年6月16日閲覧。
18. ↑  「各駅の乗車人員 2016年度 ベスト100以外（4）：JR東日本」東日本旅客鉄道。2025年6月16日閲覧。
19. ↑  「各駅の乗車人員 2017年度 ベスト100以外（4）：JR東日本」東日本旅客鉄道。2025年6月16日閲覧。
20. ↑  「各駅の乗車人員 2018年度 ベスト100以外（4）：JR東日本」東日本旅客鉄道。2025年6月16日閲覧。
21. ↑  「各駅の乗車人員 2019年度 ベスト100以外（4）：JR東日本」東日本旅客鉄道。2025年6月16日閲覧。
22. ↑  「各駅の乗車人員 2020年度 101位以下（4）| 企業サイト：JR東日本」東日本旅客鉄道。2025年6月16日閲覧。
23. ↑  「各駅の乗車人員 2021年度 101位以下（4）| 企業サイト：JR東日本」東日本旅客鉄道。2025年6月16日閲覧。
24. ↑  「各駅の乗車人員 2022年度 101位以下（4）| 企業サイト：JR東日本」東日本旅客鉄道。2025年6月16日閲覧。

#### 神奈川県
1. ↑  『線区別駅別乗車人員（1日平均）の推移』（PDF）（レポート）神奈川県、20頁。オリジナルの2016年4月4日時点におけるアーカイブ。2025年6月16日閲覧。
2. ↑  神奈川県県勢要覧（平成12年度）221ページ
3. ↑  「15 運輸・通信・道路」『神奈川県県勢要覧（平成13年度）』（PDF）（レポート）神奈川県、223頁。オリジナルの2015年11月17日時点におけるアーカイブ。2025年6月16日閲覧。
4. ↑  「15 運輸・通信・道路」『神奈川県県勢要覧（平成14年度）』（PDF）（レポート）神奈川県、221頁。オリジナルの2015年11月17日時点におけるアーカイブ。2025年6月16日閲覧。
5. ↑  「15 運輸・通信・道路」『神奈川県県勢要覧（平成15年度）』（PDF）（レポート）神奈川県、221頁。オリジナルの2015年11月17日時点におけるアーカイブ。2025年6月16日閲覧。
6. ↑  「15 運輸・通信・道路」『神奈川県県勢要覧（平成16年度）』（PDF）（レポート）神奈川県、221頁。オリジナルの2015年11月17日時点におけるアーカイブ。2025年6月16日閲覧。
7. ↑  「15 運輸・通信・道路」『神奈川県県勢要覧（平成17年度）』（PDF）（レポート）神奈川県、223頁。オリジナルの2015年11月17日時点におけるアーカイブ。2025年6月16日閲覧。
8. ↑  「15 運輸・通信・道路」『神奈川県県勢要覧（平成18年度）』（PDF）（レポート）神奈川県、223頁。オリジナルの2015年11月17日時点におけるアーカイブ。2025年6月16日閲覧。
9. ↑  「15 運輸・通信・道路」『神奈川県県勢要覧（平成19年度）』（PDF）（レポート）神奈川県、225頁。オリジナルの2015年11月17日時点におけるアーカイブ。2025年6月16日閲覧。
10. ↑  「15 運輸・通信・道路」『神奈川県県勢要覧（平成20年度）』（PDF）（レポート）神奈川県、229頁。オリジナルの2015年11月17日時点におけるアーカイブ。2025年6月16日閲覧。
11. ↑  「15 運輸・通信・道路」『神奈川県県勢要覧（平成21年度）』（PDF）（レポート）神奈川県、239頁。オリジナルの2015年11月17日時点におけるアーカイブ。2025年6月16日閲覧。
12. ↑  「15 運輸・通信・道路」『神奈川県県勢要覧（平成22年度）』（PDF）（レポート）神奈川県、237頁。オリジナルの2015年11月17日時点におけるアーカイブ。2025年6月16日閲覧。
13. ↑  「15 運輸・通信・道路」『神奈川県県勢要覧（平成23年度）』（PDF）（レポート）神奈川県、237頁。オリジナルの2014年2月22日時点におけるアーカイブ。2025年6月16日閲覧。
14. ↑  「15 運輸・通信・道路」『神奈川県県勢要覧（平成24年度）』（PDF）（レポート）神奈川県、233頁。オリジナルの2015年11月17日時点におけるアーカイブ。2025年6月16日閲覧。
15. ↑  「15 運輸・通信・道路」『神奈川県県勢要覧（平成25年度）』（PDF）（レポート）神奈川県、235頁。オリジナルの2015年11月17日時点におけるアーカイブ。2025年6月16日閲覧。
16. ↑  「15 運輸・通信・道路」『神奈川県県勢要覧（平成26年度）』（PDF）（レポート）神奈川県、237頁。オリジナルの2016年7月1日時点におけるアーカイブ。2025年6月16日閲覧。
17. ↑  「15 運輸・通信・道路」『神奈川県県勢要覧（平成27年度）』（PDF）（レポート）神奈川県、237頁。オリジナルの2016年6月5日時点におけるアーカイブ。2025年6月16日閲覧。
18. ↑  「15 運輸・通信・道路」『神奈川県県勢要覧（平成28年度）』（PDF）（レポート）神奈川県、245頁。オリジナルの2017年8月1日時点におけるアーカイブ。2025年6月16日閲覧。
19. ↑  「15 運輸・通信・道路」『神奈川県県勢要覧（平成29年度）』（PDF）（レポート）神奈川県、237頁。オリジナルの2018年4月27日時点におけるアーカイブ。2025年6月16日閲覧。
20. ↑  「15 運輸・通信・道路」『神奈川県県勢要覧（平成30年度）』（PDF）（レポート）神奈川県、221頁。オリジナルの2020年6月24日時点におけるアーカイブ。2025年6月16日閲覧。
21. ↑  「15 運輸・通信・道路」『神奈川県県勢要覧（令和元年度）』（PDF）（レポート）神奈川県、221頁。オリジナルの2021年8月20日時点におけるアーカイブ。2025年6月16日閲覧。
22. ↑  「15 運輸・通信・道路」『神奈川県県勢要覧（令和2年度）』（PDF）（レポート）神奈川県、221頁。オリジナルの2021年5月18日時点におけるアーカイブ。2025年6月16日閲覧。
23. ↑  「15 運輸・通信・道路」『神奈川県県勢要覧2021（令和3年度版）』（PDF）（レポート）神奈川県、213頁。2025年6月16日閲覧。
24. ↑  「15 運輸・通信・道路」『神奈川県県勢要覧2022（令和4年度版）』（PDF）（レポート）神奈川県、217頁。2025年6月16日閲覧。
25. ↑  「13 運輸・通信・道路」『神奈川県県勢要覧2023（令和5年度版）』（PDF）（レポート）神奈川県、196頁。2025年6月16日閲覧。
26. ↑  「13 運輸・通信・道路」『神奈川県県勢要覧2024（令和6年度版）』（PDF）（レポート）神奈川県、190頁。2025年6月16日閲覧。